# 위통버스
위통버스(영어: Yutong Bus)는 중화인민공화국 허난성 정저우시에 본사를 둔 버스 제조 업체이다.

## 역사
- 1963년: 회사 설립

## 수출

### 유럽과 미국
위퉁 자동차는 EU WVTA 차량 인증을 획득했으며 영국, 프랑스, 노르웨이, 마케도니아 및 기타 국가에서 판매 중이다.

## 갤러리

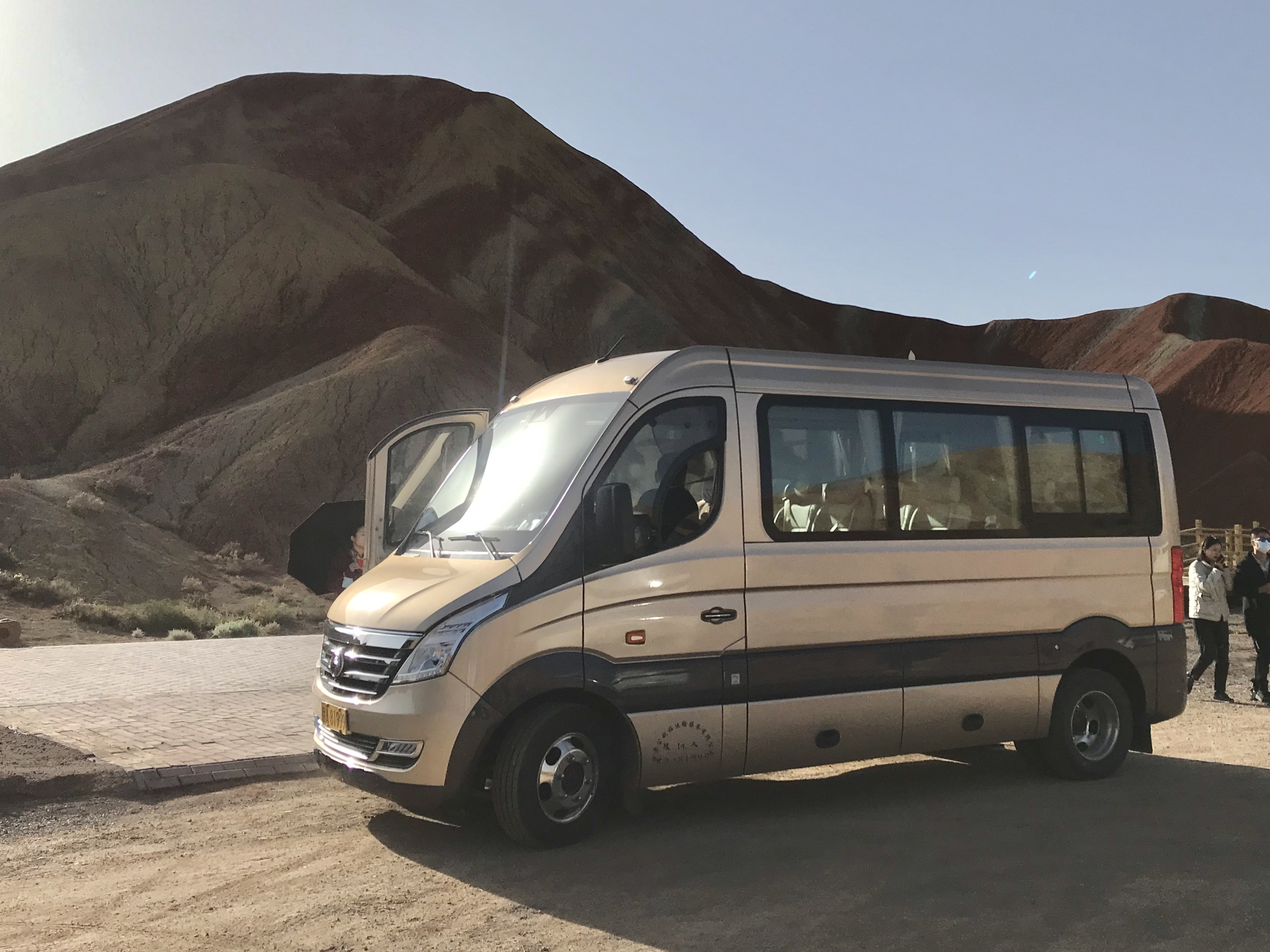
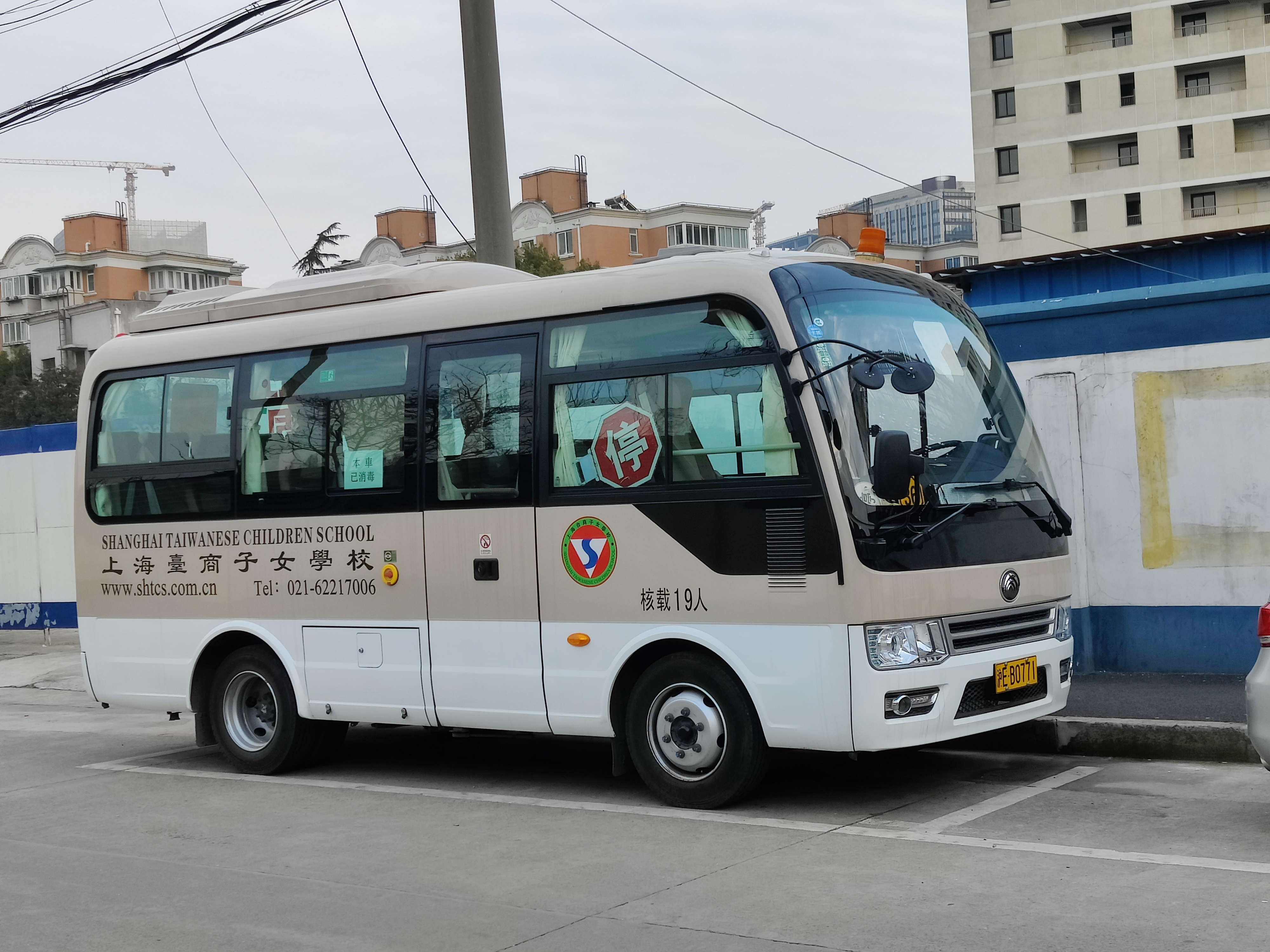
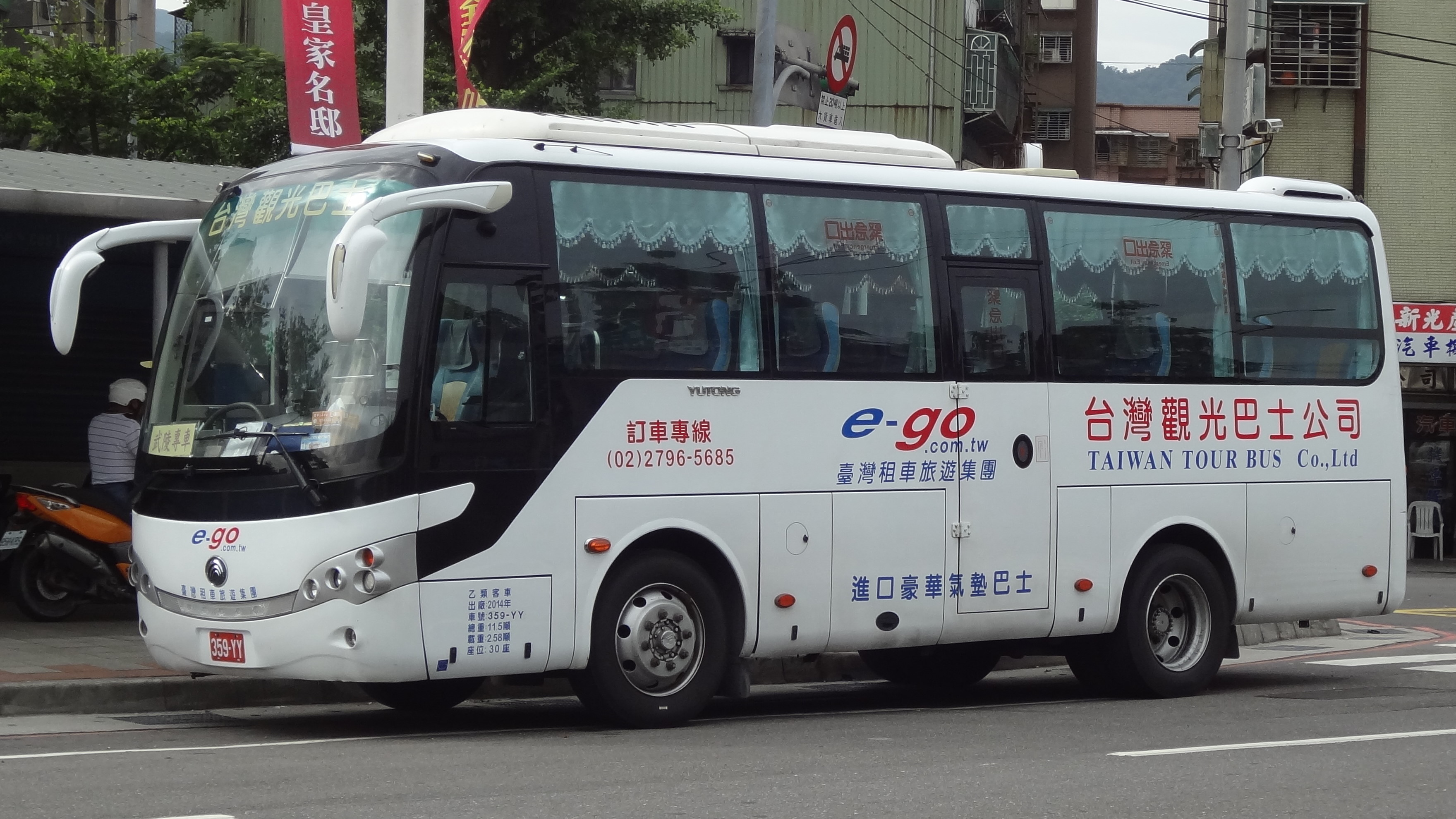
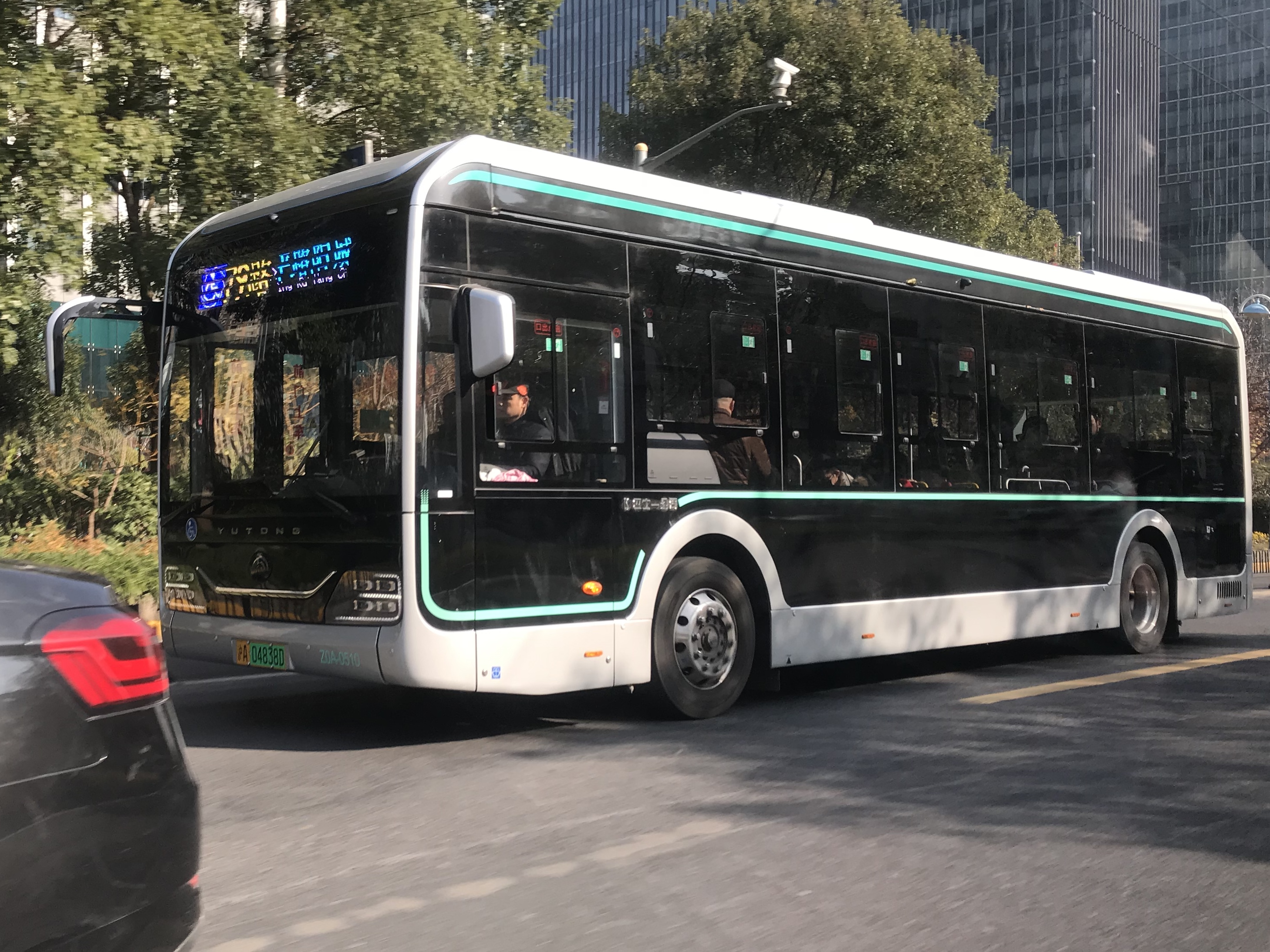
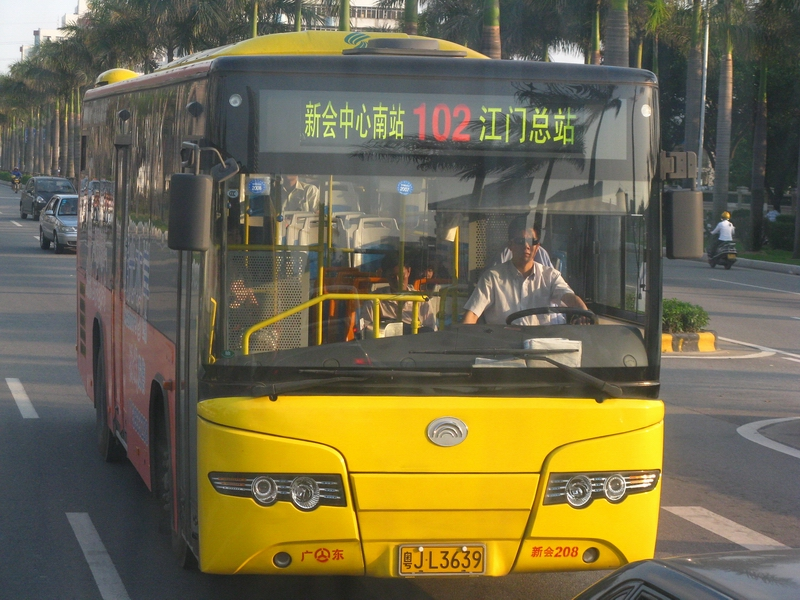
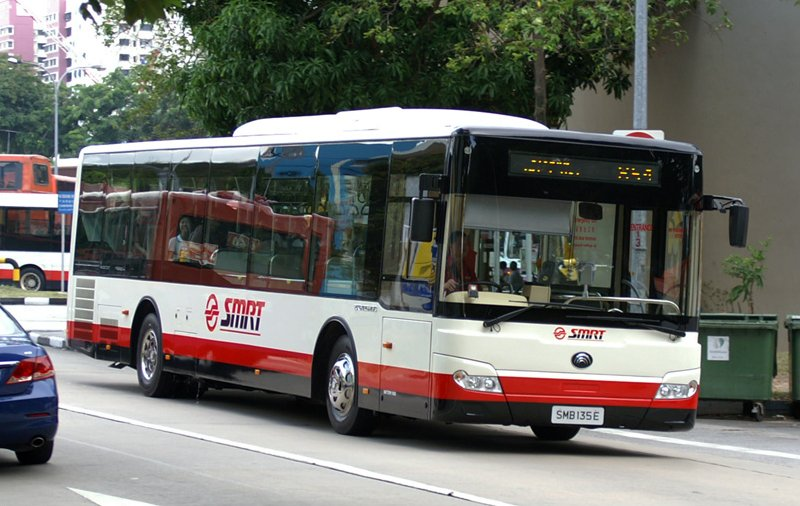
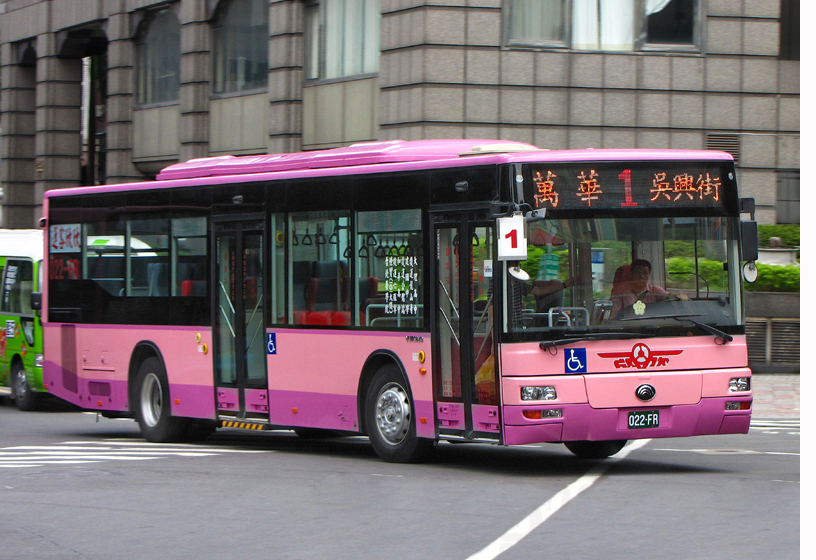
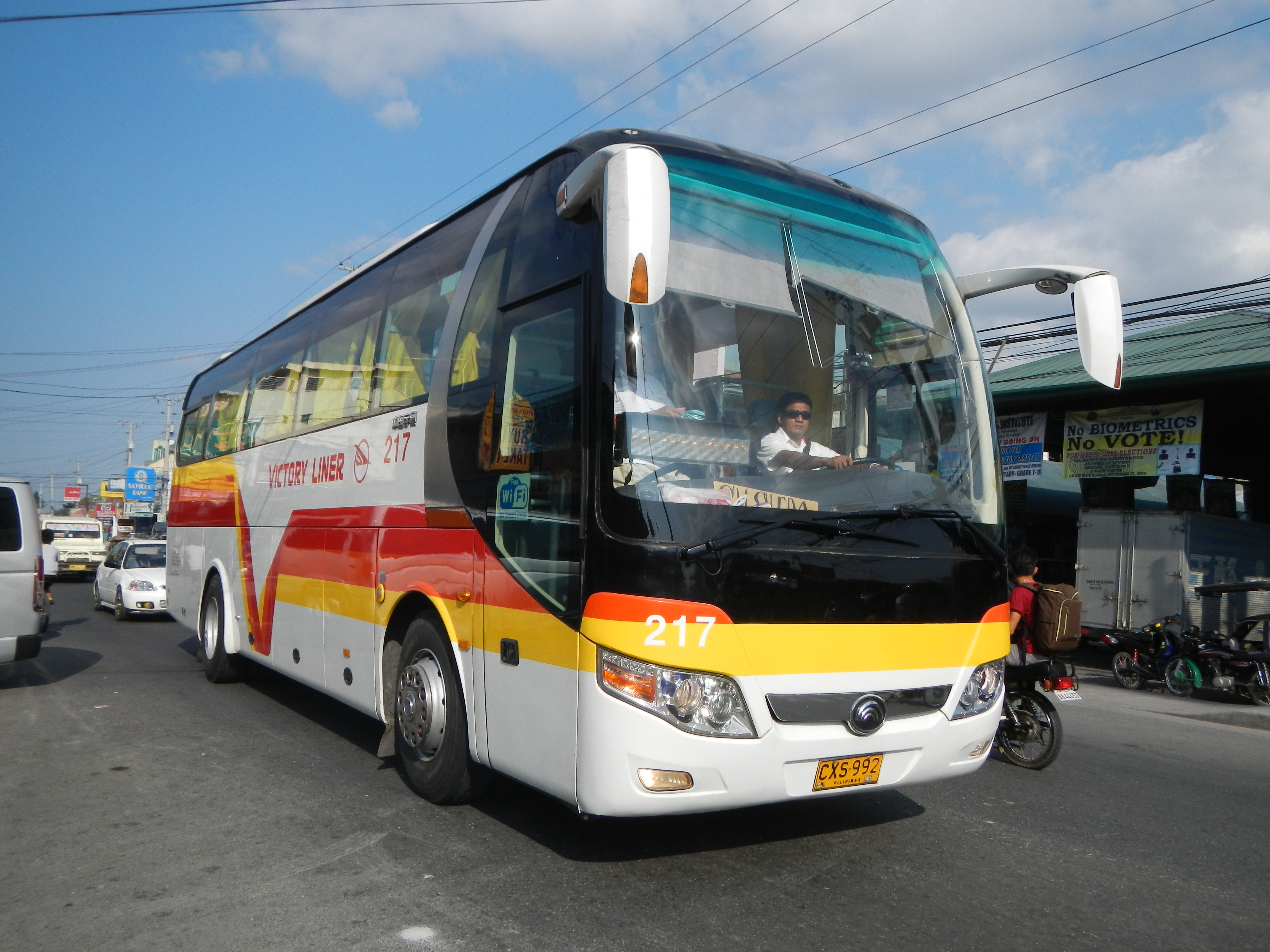
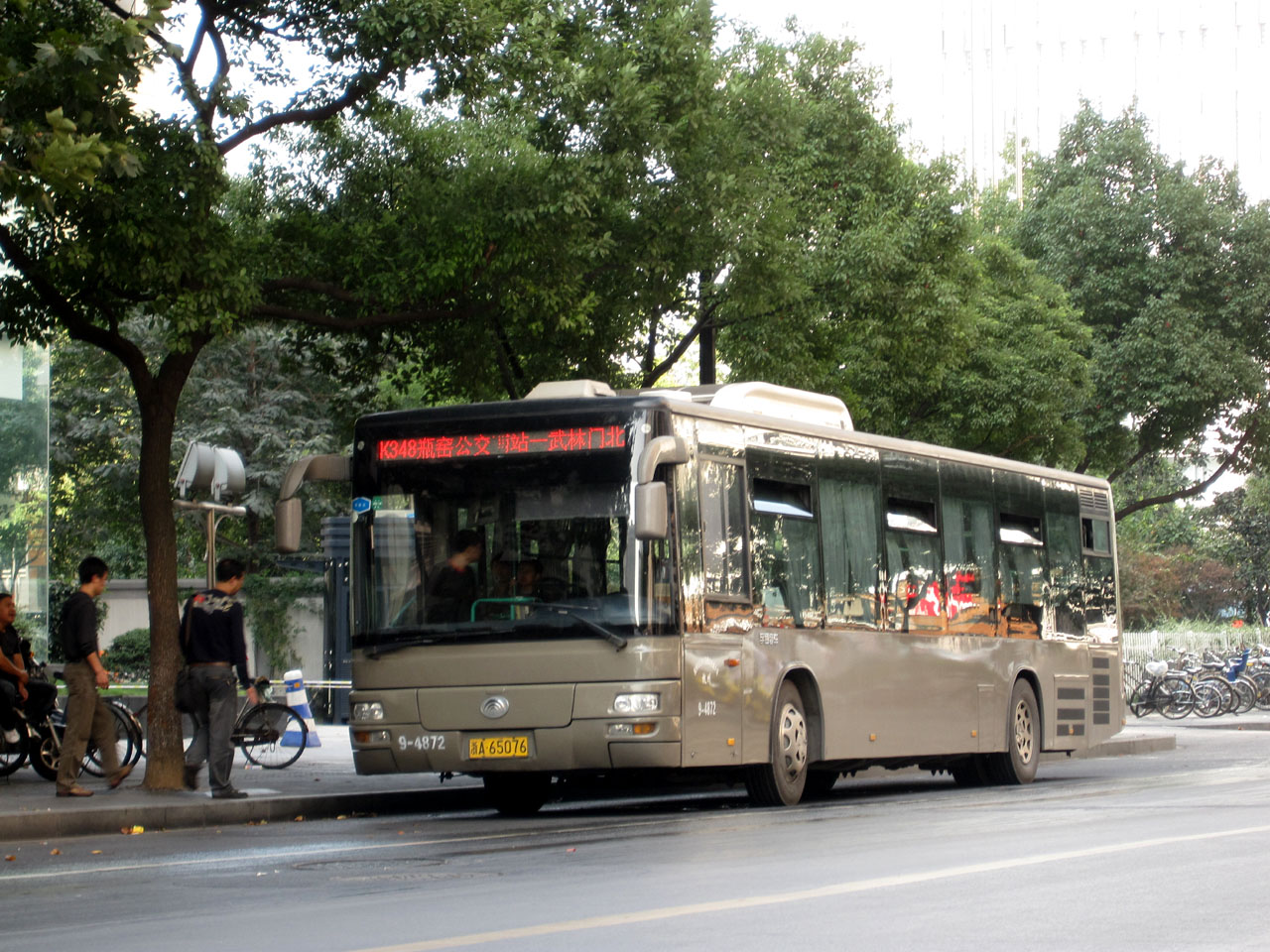
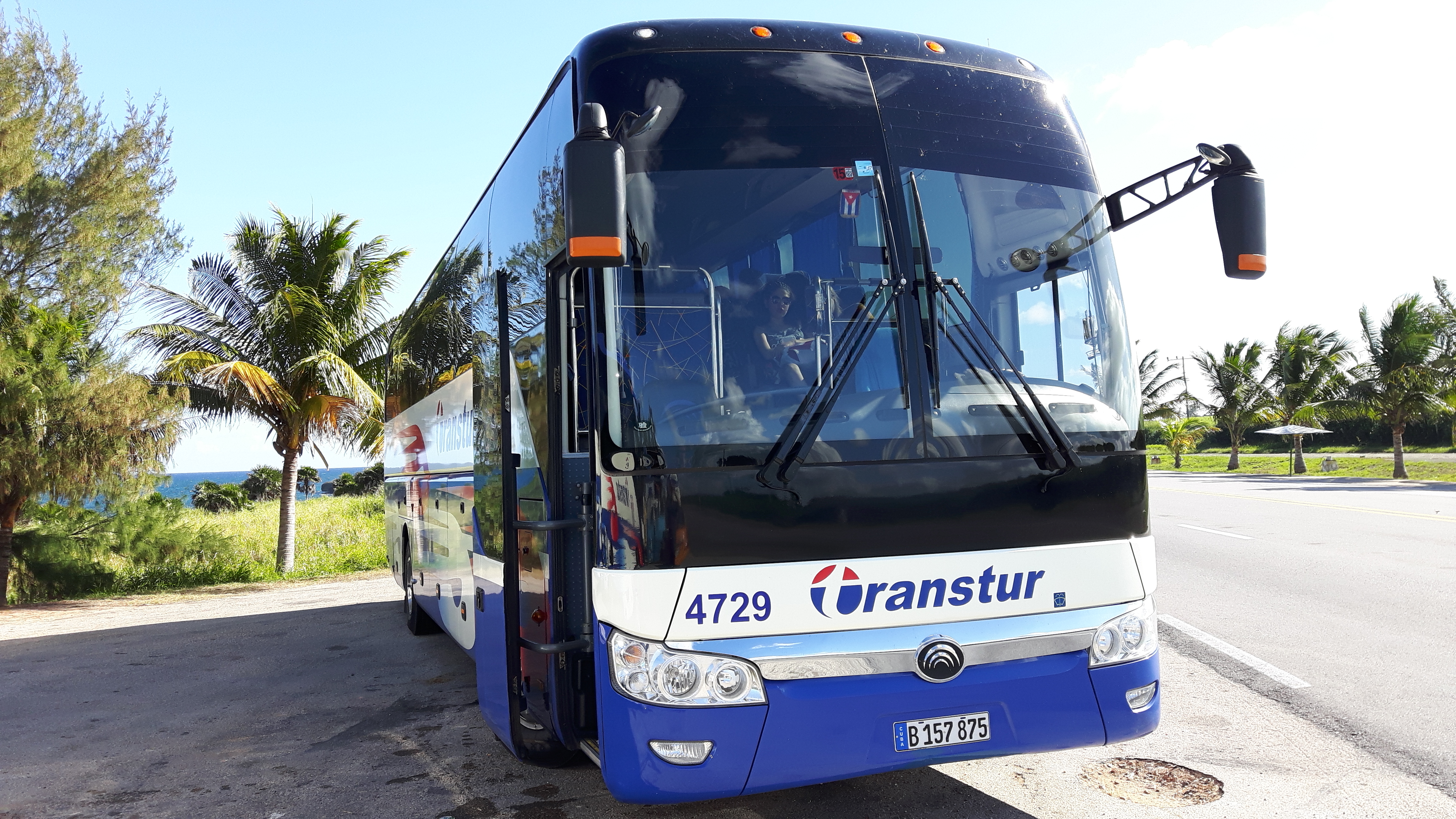
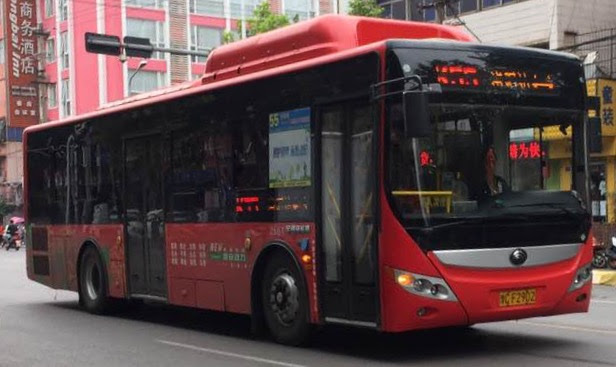
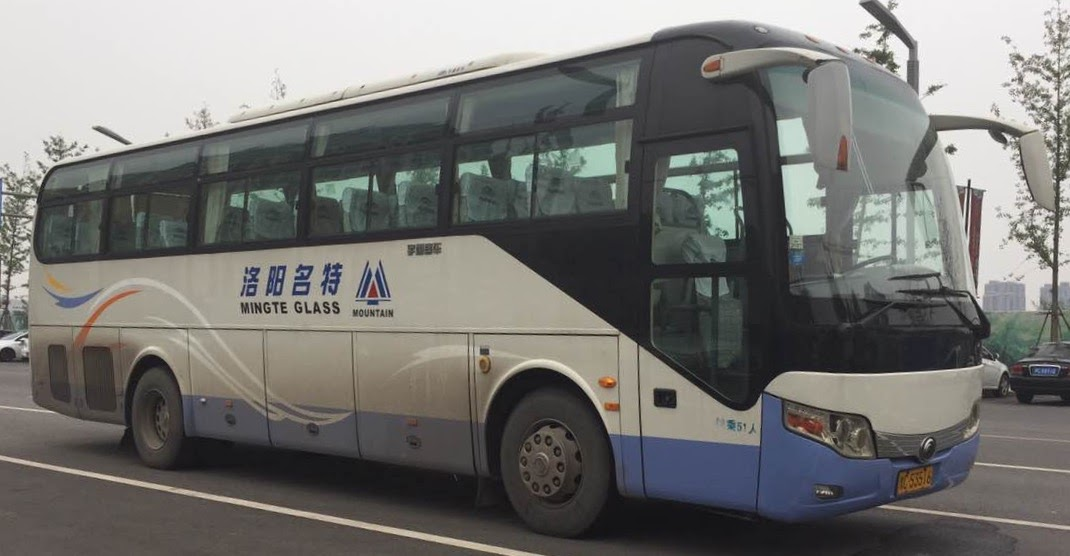
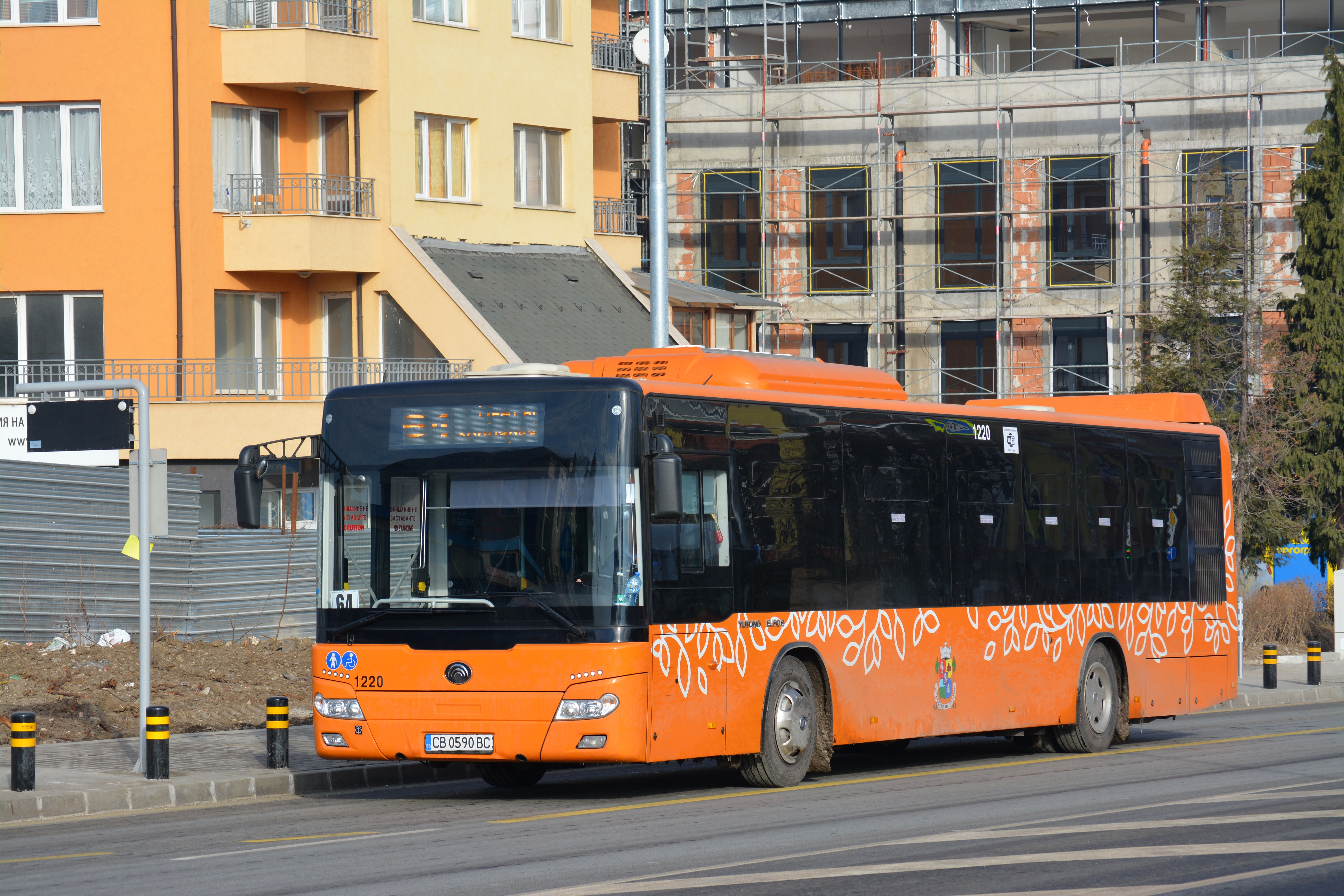
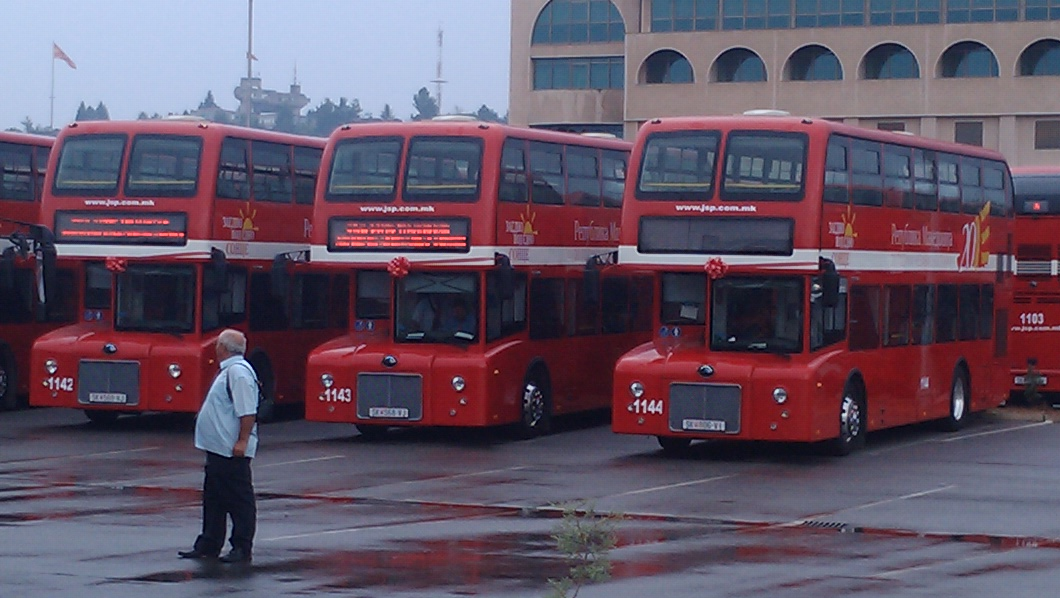
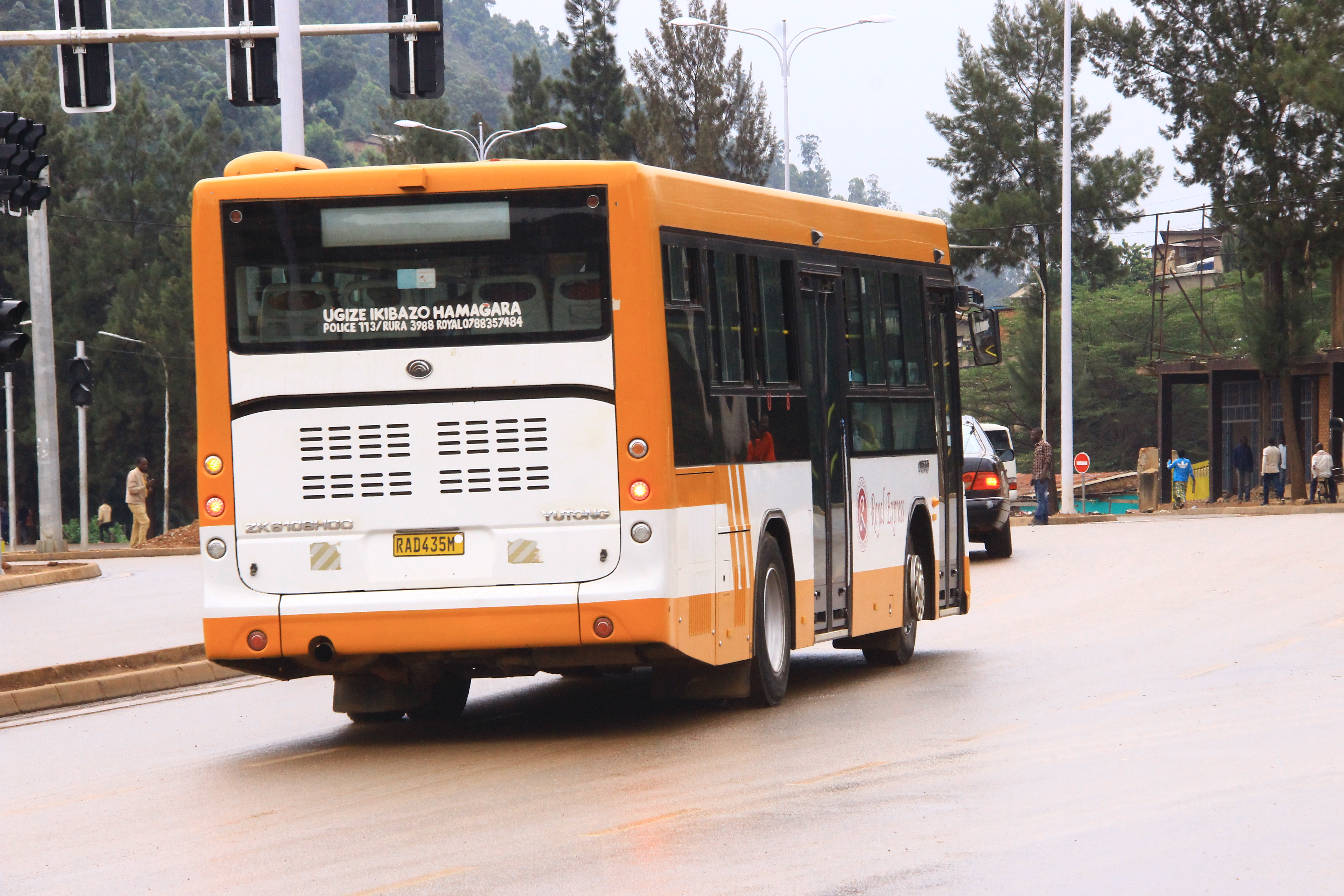

## 위통 중공업
위통버스의 또다른 핵심 부분은 2003년에 설립된 건설 장비 제조업체인 위통 중공업으로 약 3,500명의 직원과 120개 이상의 제품을 보유하고 있다.

### 제품
- YT3621
- YT3761
- 952A
- 966H
- TL210H
- 988H
- 956H
- YTQH300
- 6830
- YTQH400A
- YTQU50
- WZ30-25
- WZ30-25G
- WZ30-25H

## 수출 현황
위통버스는 57,000대 이상의 버스와 코치를 수출하였다.